# Lucius Tarquinius Superbus
Lucius Tarquinius Superbus (a hagyomány szerint ? – Kr. e. 495 körül, uralkodott Kr. e. 535 – Kr. e. 509) volt az ókori Római Királyság utolsó legendás királya. Folyamatosan háborúkat vezetett Itália népei ellen, népét pedig a terror eszközeivel tartotta kordában.
Az ifjabb Tarquinius is nagy építő volt; Etruriából hozatott mestereket, munkásokat pedig a volszk és latin háborúk foglyai szolgáltattak. Befejezte a cloaca maximát és a capitoliumi templomot. E hatalmas épület pincéjében tartották zár alatt a jóskönyveket, melyeket a cumaei Sibylla ajánlott fel Róma királyának. Az ihletett jósnő szavai szerint a városnak, sőt talán a világnak sorsa volt bennük megírva, s a kilenc könyvért értéküknek megfelelő összeget követelt. Tarquinius sokallta az árat; Sibylla eltávozott, s három könyvet tűzbe dobván, a megmaradt hatot ismét ugyanezért az árért kínálta. A király természetesen drágállotta, mire a Sibylla újra elégetett három könyvet, s az utolsó három könyvért is annyit kért, mint előbb. Ekkor végre Tarquinius megadta az összeget, s a háromszoros árú könyveket ezentúl a római állam legszentebb kincsei gyanánt őrizték. A legnagyobb válságok között időről időre ünnepiesen fölnyitották; a nagy tisztviselő, akire őrizetük bízva volt, jóslatot kért belőlük, s többször vált így a papok és nemesek kezében a kormányzás fontos eszközévé. E Sibylla-könyvek jelzik a görög szellem hatásának kezdetét Rómára.
A hagyomány szerint vágy lobbant Lucius Tarquinius Superbus király legidősebb fiában, Sextus Tarquinius hercegben az erényes és szép Lucretia iránt, ki Sextus másodunokatestvérének, a nemes Lucius Tarquinius Collatinusnak volt a felesége. Egyszer, mikor Collatinus távol volt, este Sextus megjelent Collatinuséknál, és kérte Lucretiát, hogy adja neki magát. Mikor a nő erre nem volt hajlandó, akkor azzal fenyegette, hogy megöli őt, és majd azt állítja, hogy egy rabszolgával való házasságtörés közben talált rá. Megkímélve férjét a Sextus által fenyegetett szégyentől, Lucretia engedelmeskedett Sextusnak, de miután Sextus távozott, férje és apja után küldött, feltárva az egész ügyet és vádolva Sextust. Családja könyörgése ellenére Lucretia a szégyentől kioltotta saját életét. Collatinus, apósa, Spurius Lucretius Tricipitinus és társai, Lucius Iunius Brutus és Publius Valerius Publicola esküt tettek arra, hogy kiűzik a királyt és családját Rómából.
Brutus tribunus celerum volt, azaz a király személyes testőrségének a feje, így jogosult volt a római comitia (népgyűlés) összehívására. Ezt meg is tette, és a nép különféle sérelmeinek, a király hatalommal való visszaéléseinek elmesélésével, valamint a közérzet feltüzelésével: Lucretia meggyalázásának történetével, Brutus rábeszélte a bizottságot, hogy vonja vissza a király imperiumát és száműzetésbe küldje (a király nem tartózkodott Rómában ekkor, s eztán nem engedték vissza). A király felesége, Tullia Minor a csőcseléktől félve menekült el a városból, míg Sextus Tarquinius - kinek tettére fény derült - Gabiiba menekült, ahol a római helyőrség védelmében reménykedett. Korábbi ottani magatartásával azonban sokak ellenségévé tette magát, és hamarosan meggyilkolták. A comitia centuriata úgy döntött, hogy király helyett két konzult szavaz meg, hogy a hatalmat megosztva tartsa. Lucretius, a város prefektusa elnökölt az első konzulok megszavazásánál, Brutust és Collatinust szavazták meg.